# Pfalzbibliothek
Die Pfalzbibliothek ist eine öffentlich frei zugängliche, wissenschaftliche Bibliothek in Kaiserslautern. Sie wird vom Bezirksverband Pfalz getragen.

## Geschichte
1880 eröffnete im Gebäude der heutigen Bibliothek das Pfälzische Gewerbemuseum Kaiserslautern, dem bereits eine Fachbibliothek und ein Lesezimmer angegliedert waren. Das Museum befand sich in Trägerschaft eines eigens dafür gegründeten Vereins. Aus finanziellen und rechtlichen Gründen wurde es 1927 zu einer Körperschaft des öffentlichen Rechts. Damit einher ging die Umbenennung in Pfälzische Landesgewerbeanstalt. 1938 ging die Trägerschaft an den Bezirksverband Pfalz über.
Während des Zweiten Weltkriegs erlitt die Bibliothek Zerstörungen, die dazu führten, dass der Bestand komplett neubearbeitet werden musste. Von den vorher etwa 10.000 Bänden wurden etwa 3000 während der 1950er Jahre eingearbeitet. Seit 1977 trägt die Bibliothek ihren heutigen Namen.

## Bestand und Nutzung
Der Bestand umfasst ca. 80.000 Bände mit Schwerpunkt auf Werken Pfälzer Schriftsteller und über die pfälzische Kultur, Wirtschaft und Geschichte. Zahlreiche Zeitschriften ergänzen den Bestand. Im Tresor lagern u. a. etwa 200 historische Landkarten, zwei historische Bibeln und eine Komplettausgabe der von Matthäus Merian angefertigten Pfalzstiche aus dem Jahr 1645.
In der Bibliothek sind ferner 14.000 Fotografien zur pfälzischen Volkskunde, vor allem aus den 1920er und 1930er Jahren, einsehbar. Historische und aktuelle Schriften – darunter sehr viele Jahrgänge historischer Zeitungen – können per Mikrofilm eingesehen und eingescannt oder ausgedruckt werden.
Neben der kostenfreien Ausleihe, der Nutzung des Deutschen Leihverbundes und der Beteiligung am „Litexpress“ bietet die Pfalzbibliothek Ausstellungen, Buchpremieren und Diskussionsforen an.